# Bill & Melinda Gates Foundation
Bill & Melinda Gates Foundation er verdens største humanitære organisation, grundlagt af Bill Gates og Melinda Gates i 2000. 
Stiftelsens primære mål er at forbedre grundlæggende sundhedstjenester, reducere ekstrem fattigdom. I USA arbejder stiftelsen med at give lige adgang til uddannelse og adgang til informationsteknologi, heriblandt Khan Academy. Stiftelsen har blandt andet givet store midler til The Global Fund for at bidrage til kampen mod hiv/aids, tuberkulose og malaria.
Organisationen har hovedkontor i Seattle, USA og kontrolleres af ægteparret Gates og deres nære ven, Warren Buffett. Ved slutningen af 2014 havde organisationen en kapital på 44,3 milliarder dollar og 1382 ansatte.

## Projekter i Danmark
Gennem sit Global Libraries program finansierede stiftelsen i 2013 et forskningsprojekt omkring brugen af offentligt tilgængelige computere i biblioteker. Danmark var ét blandt 17 europæiske lande i undersøgelsen.